# Hoplia auromicans
Hoplia auromicans är en skalbaggsart som beskrevs av Brenske 1893. Hoplia auromicans ingår i släktet Hoplia och familjen Melolonthidae. Inga underarter finns listade i Catalogue of Life.